# 街民

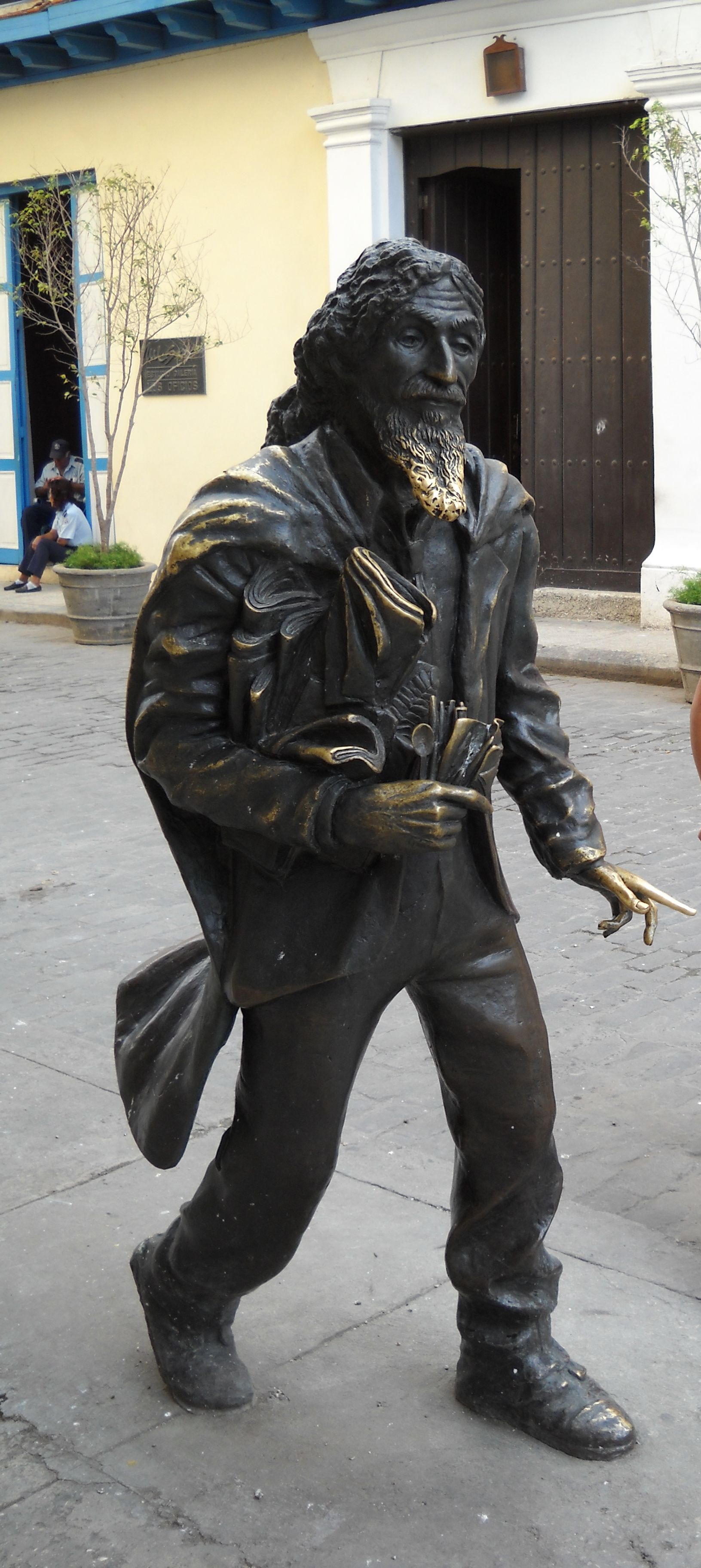
在古巴哈瓦那由雕塑家 Jose Villa Soberon 創作的 Bronze Statue of Jose Maria Lopez Lledín 被稱為“EI Caballero de Paris”。不同於 St. Francis 附近的雕像，這尊雕像矗立於人行道上，是一個熱門的旅遊景點。該雕像的鬍子已被許多祈求好運的拍照者用手摸到光亮。

街民 指的是在城市公共街道生活的人。   街民大多無家可歸 ，有些是精神障礙患者 ，生活方式往往與一般社會大眾迥異 。某些社區─特別是大學附近的社區，經常接待街民，如加州 Berkeley 的 Telegraph Avenue、The Ave in Seattle of Washington，或者是科羅拉多州 Boulder 的 Pearl Street Mall。街民也可能較常出現在商業區，如丹佛的 Colfax Avenue。而社區也可能相當熟悉某些個別的街民。

## 著名的街民
著名的街民例子包括有：
1950 年代，在哈瓦那街頭公開生活的 José María López Lledín。
1940~1970 年代，波士頓的 Mr. Butch、奧斯汀的 Mr. Leslie Cochran、西雅圖的 Mr. Juan。以及紐約市的 Louis Thomas Hardin (“Moondog”)，他曾是街頭音樂家及發明家，但後來無家可歸成為街民。
另一位曾在街上住過一段時間的是演出電影 "Superman" 而聲名大噪的女演員 Margot Kidder。她的處境在 1996 年引發軒然大波。在消失數天後，一位屋主在自家後院發現了處於哀傷苦惱狀態的 Margot。當時她的牙冠已經脫落。屋主報警將她送至 Los Angeles 的醫療中心，稍後她被安排了精神療護。

## 街民特色
當代的美國街民包括了 Hippies (嬉皮)，其中一些可能是經常在街上乞討零錢的乞丐 ； 而 bag ladies 則是常常隨身帶著裝有她們全部家當的手拉車。此外還可能包括街頭表演者 ，以及患有慢性精神疾病的人。
術語中所指的街民其用法較為寬鬆，通常是簡單地用於形容那些住在波西米亞社區的古怪居民。  然而，不分日夜、大部分的時間都在街頭生活與流浪卻是街民的明確特徵。街民們在街頭的存在感結合其獨特的不修邊幅，使得一些經常出現在特定區域的街民廣為當地社區居民所熟悉。

## Code of the Road

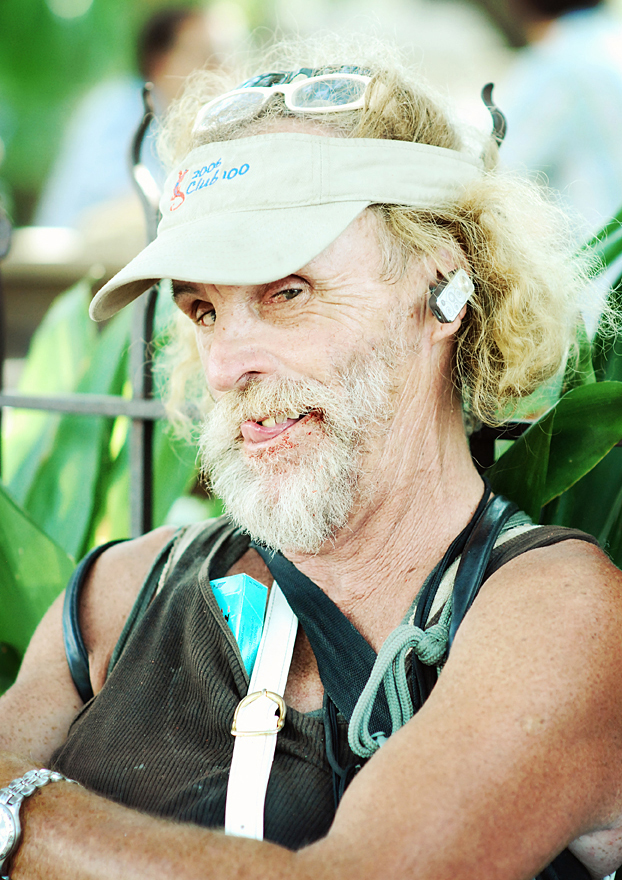
Leslie Cochran on South Congress in Austin, Texas.

據說有不成文的規定或潛規則主宰著街民之間的互動。該規定被稱為“Code of the Road”，它出現自蕭條時代的 Hobo camps，最終擴及至城市的街民。“Code of the Road” 在 Xploited Magazine 中有詳細的介紹。 

## 社會問題
惡劣的經濟和社會條件可能導致無家可歸者聚集在某些街區，這些人通常被稱為街民。這可能會導致流浪相關法條或類似的法規興起，禁止在大街上隨地坐臥。此舉造成的立場不同可能引發對立，特別是自由派團體可能試圖利用大量無家可歸者進行抗爭。 

## 註解
1. ↑  [2] ^ Dictionary definition of "street people" （页面存档备份，存于） - Dictionary.com
2. ↑  Definition of "street people" （页面存档备份，存于） ， Macmillan Dictionary
3. ↑  [4] ^ "The Plague of Professional Panhandling"  （页面存档备份，存于） opinion by Steven Malanga in The Dallas Morning News  August 26, 2008, accessed September 7, 2010
4. ↑  [5] ^ "Republican Runs Street People on Green Ticket"  （页面存档备份，存于） article by Marc Lacey in The New York Times  September 6, 2010, accessed September 7, 2010
5. ↑  The Boxman. . Xploited magazine. April 2009  [2016年6月5日]. （原始内容存档于2011年7月18日）.
6. ↑  [8] ^ "Santa Cruz Reduces Street Crime, but Its Model Is Not Cheap" （页面存档备份，存于） article by Scott James in The New York Times  September 2, 2010, accessed September 7, 2010

## 外部連結和延伸閱讀
- The Rabble of Downtown Toronto  by cartoonist Jason Kieffer, "notable street people in Toronto, himself included".

[[Category:]]